# Василије Ковачевић Чиле
Василије Ковачевић Чиле (Грахово, код Никшића, 14. јануар 1911 — Сан Франциско, 21. децембар 1961), учесник Народноослободилачке борбе, друштвено-политички радник и генерални конзул ФНР Југославије у Сан Франциску и народни херој Југославије.

## Биографија
Рођен је 14. јануара 1911. године у селу Грахову, код Никшића. Био је девето дете у породици сердара Петра Ковачевића. После завршене основне школе, у родном месту, уписао се у гимназију у Никшићу, у којој је завршио шест разреда. Из гимназије је искључен 1931. године, због инцидента са професорима гимназије. Искључен је из свих школа у земљи, без права на даље школовање.
Године 1932. запослио се у Београду, у предузећу „Траверза“, где је радио до априла 1934. године, када је послат на одслужење војног рока у Бању Луку. Као члан Комунистичке партије Југославије (КПЈ) активно је политички деловао међу војницима, због чега је 14. децембра 1934. године ухапшен. До 10. фебруара 1936. године био је у војном затвору, оптужен по Закону о заштити државе, да је као вођа група од једанаест војника и подофицира организовао и водио комунистичку пропаганду међу подофицирима и војницима. На процесу је ослобођен због недостатка доказа.
После завршетка војног рока, враћа се у Београд и запошљава у листу Политика. Полиција га поново хапси 1. марта 1937. године, али је 1. децембра исте године, због недостатка доказа, пуштен. Заједно са братом Мирком, до његовог одласка у Шпанију, играо је фудбал у Спортском друштву „Раднички“.

### Народноослободилачка борба
У периоду од 1939. до 1941. године живео је илегално. Био је повезан с Мустафом Голубићем, и с њим радио на специјалним задацима Партије. Рат га је затекао у Београду. Успео је да избегне хапшење које је Гестапо организовао и крајем јуна 1941. године одлази из Београда у Црну Гору.
У време Тринаестојулског устанка, Чиле се налазио у Граховском партизанском батаљону. У јесен 1941. године, учествовао је у борби на Вилусима, с групом коју је предводио Сава Ковачевић, када је заробљено неколико италијанских тенкова. У борби код Црквица, изнад Рисна, децембра 1941. године, био је тешко рањен.
Почетком 1942. године упућен је у Херцеговину, на дужност политичког комесара Љубомирског партизанског батаљона. После тога, био је комесар Првог, Другог, па Трећег херцеговачког батаљона. После повлачења партизанских јединица у Босну, од маја до децембра 1942. године, радио је као илегалац у Грахову и околини. Децембра 1942. године заједно са братом Војом, одлази у Врховни штаб НОВ и ПОЈ, који се тада налазио у западној Босни. У маршу који је трајао 21 дан, прелазе пут од Црне Горе, преко Херцеговине и Далмације, до Ливна. У Врховном штабу реферисали су о ситуацији у Црној Гори и Херцеговини. Учествовали су на Првом конгресу Уједињеног савеза антифашистичке омладине Југославије (УСАОЈ), као делегати омладине Црне Горе.
Јануара 1943. године, с групом бораца упућен је у Херцеговину и Црну Гору. Маја 1943. године постављен је за контраобавештајног официра Прве пролетерске дивизије. Од јула до марта 1944. године радио је у Одељењу за заштиту народа (ОЗН) при Врховном штабу. Почетком марта 1944. године упућен је на рад у Главни штаб НОВ и ПО Србије. Од доласка у Србију до почетка 1945. године радио је у Озни за Србију.

### Послератни период
На рад у Озну за Југославију прешао је 1945. године, и остаје до јуна 1946. године. Тада постаје шеф Југословенске комисије за ратне злочинце у Аустрији и америчкој зони Немачке, акредитован код Контролног војног савета за Аустрију и Немачку. На тој дужности остаје до октобра 1948. године.
Новембра 1948. године враћа се у Београд и ради у Управи државне безбедности (УДБ). Био је веома активан и у друштвено-политичким организацијама, један је од иницијатора обнављања Спортског друштва „Раднички”.
Године 1952. године премештен је у Министарство иностраних послова ФНРЈ, а затим постављен за саветника југословенске амабасаде у Канади. Од 1957. до 1960. године био је начелник Четвртог одељења у Савезном секретаријату за иностране послове (ССИП). 1960. године постављен је на дужност генералног конзула ФНРЈ у Сан Франциску. На тој дужности је, 15. децембра 1961. године, преминуо. Сахрањен је 21. децембра 1961. године у Алеји народних хероја на Новом гробљу у Београду.
Читава његова породица је учествовала у Народноослободилачкој борби, а од седморице браће њих тројица — Мирко, Војо и Василије су проглашени народним херојима.
Носилац је Партизанске споменице 1941. и других југословенских одликовања, међу којима су Орден за храброст и др. Орденом народног хероја одликован је 27. новембра 1953. године.